# WTA-toernooi van Angers
Het WTA-toernooi van Angers is een jaarlijks terugkerend tennistoernooi voor vrouwen dat wordt georganiseerd in de Franse stad Angers. De officiële naam van het toernooi was Open Angers Arena Loire tot en met 2023, Open In Arte Angers Loire in 2024.
De WTA organiseert het toernooi, dat in de categorie "WTA 125" valt en wordt gespeeld op hardcourtbinnenbanen.
De eerste editie van het toernooi ontrolde zich in 2021 en werd gewonnen door Russin Vitalia Djatsjenko.

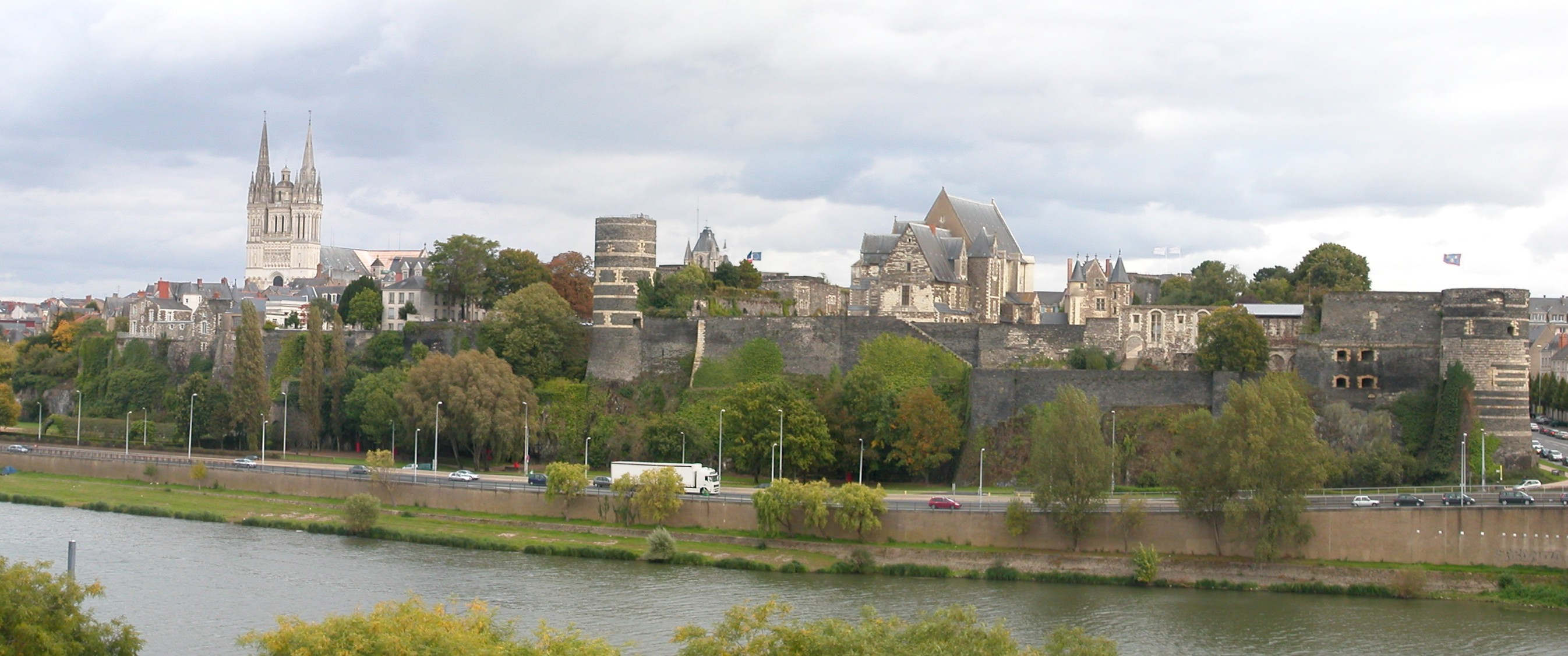
Blik op Angers

## Meervoudig winnaressen enkelspel
| speelster    | aantal titels | in de jaren |
| ------------ | ------------- | ----------- |
| Alycia Parks | 2             | 2022, 2024  |

## Enkel- en dubbelspeltitel in één jaar
| speelster    | in het jaar |
| ------------ | ----------- |
| Alycia Parks | 2022        |

## Finales

### Enkelspel
| Datum      | Naam                      | Cat.    | ($)     | Ondergrond        | Winnares           | Verliezend finaliste | Uitslag       |         |
| ---------- | ------------------------- | ------- | ------- | ----------------- | ------------------ | -------------------- | ------------- | ------- |
| 2021-12-06 | Open Angers Arena Loire   | WTA 125 | 115.000 | hardcourt, binnen | Vitalia Djatsjenko | Zhang Shuai          | 6-0, 6-4      | details |
| 2022-12-05 | Open Angers Arena Loire   | WTA 125 | 115.000 | hardcourt, binnen | Alycia Parks       | Anna-Lena Friedsam   | 6-4, 4-6, 6-4 | details |
| 2023-12-04 | Open Angers Arena Loire   | WTA 125 | 115.000 | hardcourt, binnen | Clara Burel        | Chloé Paquet         | 3-6, 6-4, 6-2 | details |
| 2024-12-02 | Open In Arte Angers Loire | WTA 125 | 115.000 | hardcourt, binnen | Alycia Parks       | Belinda Bencic       | 7-6, 3-6, 6-0 | details |

### Dubbelspel
| Datum      | Naam                      | Cat.    | ($)     | Ondergrond        | Winnaressen                          | Verliezend finalistes                   | Uitslag          |         |
| ---------- | ------------------------- | ------- | ------- | ----------------- | ------------------------------------ | --------------------------------------- | ---------------- | ------- |
| 2021-12-06 | Open Angers Arena Loire   | WTA 125 | 115.000 | hardcourt, binnen | Tereza Mihalíková Greet Minnen       | Monica Niculescu Vera Zvonarjova        | 4-6, 6-1, [10-8] | details |
| 2022-12-05 | Open Angers Arena Loire   | WTA 125 | 115.000 | hardcourt, binnen | Alycia Parks Zhang Shuai             | Miriam Kolodziejová Markéta Vondroušová | 6-2, 6-2         | details |
| 2023-12-04 | Open Angers Arena Loire   | WTA 125 | 115.000 | hardcourt, binnen | Cristina Bucșa Monica Niculescu      | Anna Danilina Aleksandra Panova         | 6-1, 6-3         | details |
| 2024-12-02 | Open In Arte Angers Loire | WTA 125 | 115.000 | hardcourt, binnen | Monica Niculescu Elena Gabriela Ruse | Belinda Bencic Céline Naef              | 6-3, 6-4         | details |